# Dno
Pour les articles homonymes, voir DNO.
Dno (en russe : Дно) est une ville de l'oblast de Pskov, en Russie, et le centre administratif du raïon de Dno. Sa population s'élevait à 7 683 habitants en 2018.

## Géographie
Dno se trouve à 97 km à l'est de Pskov et à 520 km au nord-ouest de Moscou.

## Histoire
Dno fut d'abord un centre ferroviaire fondé en 1897. Dno est située à l'intersection de deux voies ferrées : Pskov – Bologoïe et Saint-Pétersbourg – Kiev. La ville est dans une large mesure économiquement dépendante du chemin de fer et des activités connexes.
Le raïon de Dno est connu pour sa production de viande et de produits laitiers, ainsi que pour ses ressources de tourbe.
À 4 km au sud de Dno se trouvait, pendant la guerre froide, une base aérienne qui a été démolie pendant les années 1980, et dont il reste peu de traces.
C'est à Dno que, le 27 février 1917, les soldats arrêtèrent le train de Nicolas II, le forçant à abdiquer.

## Population
Recensements (*) ou estimations de la population
| 1926* | 1937*  | 1939*  | 1959*  | 1970*  | 1979*  | 1989*  |
| ----- | ------ | ------ | ------ | ------ | ------ | ------ |
| 6 081 | 11 956 | 14 701 | 13 216 | 12 184 | 12 106 | 12 406 |

| 2002*  | 2010* | 2012  | 2013  | 2014  | 2015  | 2016  |
| ------ | ----- | ----- | ----- | ----- | ----- | ----- |
| 10 049 | 9 061 | 8 736 | 8 475 | 8 292 | 8 089 | 7 982 |